# Lotte Reiniger
Charlotte "Lotte" Reiniger, född 2 juni 1899 i Berlin, död 19 juni 1981 i Dettenhausen utanför Tübingen, var en tysk-brittisk silhuettkonstnär, animatör och filmregissör. Hon är framför allt berömd för sin långfilm Die Abenteuer des Prinzen Achmed (1926), som ses som en av de allra första animerade långfilmerna.

## Bakgrund
Reiniger växte upp i Berlin, och älskade i sin ungdom den franske filmpionjären George Méliès och den tyske avantgardefilmaren Paul Wegeners filmer. 1916-1917 gick hon i teaterskola för Max Reinhardt, och arbetade även som statist på teater. Genom att klippa silhuetter av skådespelarna på teatern fick hon uppmärksamhet från Wegener, som lät henne göra textkorten till filmen Der Rattenfänger von Hameln (1918). Hon kom med Wegeners hjälp i kontakt med de experimentella filmskaparna Hans Cuerlis och Carl Koch, som 1921 skulle komma att bli hennes man.
Reinigers första egna kortfilm var Der fliegende Koffer (1921), som byggde på en saga av H.C. Andersen. 1922 följde två andra filmer baserade på sagor, Aschenputtel (Askungen) och Dornröschen (Törnrosa), båda av bröderna Grimm, innan Reiniger började arbeta på långfilmen Prinz Achmed.

## Die Abenteuer des Prinzen Achmed
Reiniger arbetade på Prinz Achmed mellan 1923 och 1926, tillsammans med Koch, Walter Ruttmann och Bertold Bartosch. Liksom hennes tidigare filmer gjordes den i en teknik där utklippta silhuettdockor, som var rörliga ungefär på samma sätt som sprattelgubbar, placerades ovanpå en glasplatta som var belyst underifrån. Dockorna fotograferades sedan en bild i taget med stop motion-teknik, vilket skapade rörelse. Filmen är löst baserat på Tusen och en natt, och består av flera sammanflätade berättelser ur verket; bland annat berättelsen om Aladdin, och om den afrikanske trollkarlen som rövar bort kalifens dotter Dinarsad. Den var en unik skapelse för sin tid, och när Ruttmann frågade Reiniger vad filmen egentligen hade med 1923 att göra svarade Reiniger endast "Ingenting."
Filmen togs emot väl på premiären i Berlin i maj 1926, men blev ännu bättre emottagen i Paris, där bland andra Jean Renoir hyllade den. Renoir och Reiniger kom att bli goda vänner, och Reiniger medverkade senare i Renoirs Marseljäsen (1938), där hon utformade inslaget från en skuggteater.

## Flytt till England
Efter nazismens uppgång och Adolf Hitlers maktövertagande i Tyskland flyttade Reiniger och Koch 1935 till Storbritannien, men de flyttade efter att periodvis ha bott i Frankrike och Italien av familjeskäl tillbaka till Tyskland 1943. 1946-1947 arbetade Reiniger med sagoteater i Berlin, innan paret återvände till London 1949. 1962 fick Reiniger brittiskt medborgarskap. I Storbritannien regisserade hon ett flertal sagofilmer för BBC och för amerikansk tv. Efter Kochs död 1963 ägnade sig Reiniger alltmer åt teorin bakom skuggspel. Strax före sin död 1981 återvände hon till Tyskland.